# Milko Kazanov
Milko Gueorguiev Kazanov –en búlgaro, Милко Георгиев Казанов– (Ruse, 11 de febrero de 1970) es un deportista búlgaro que compitió en piragüismo en la modalidad de aguas tranquilas.
Participó en los Juegos Olímpicos de Atlanta 1996, obteniendo una medalla de bronce en la prueba de K2 1000 m. Ganó una medalla de bronce en el Campeonato Mundial de Piragüismo de 2002, y cinco medallas en el Campeonato Europeo de Piragüismo entre los años 1997 y 2002.

## Palmarés internacional
| Juegos Olímpicos   | Juegos Olímpicos         | Juegos Olímpicos  | Juegos Olímpicos |
| Año                | Lugar                    | Medalla           | Competición      |
| ------------------ | ------------------------ | ----------------- | ---------------- |
| 1996               | Atlanta (Estados Unidos) | Medalla de bronce | K2 1000 m        |
| Campeonato Mundial |                          |                   |                  |
| Año                | Lugar                    | Medalla           | Competición      |
| 2002               | Sevilla (España)         | Medalla de bronce | K4 1000 m        |
| Campeonato Europeo |                          |                   |                  |
| Año                | Lugar                    | Medalla           | Competición      |
| 1997               | Plovdiv (Bulgaria)       | Medalla de bronce | K2 1000 m        |
| 1999               | Zagreb (Croacia)         | Medalla de plata  | K4 500 m         |
| 1999               | Zagreb (Croacia)         | Medalla de plata  | K4 1000 m        |
| 2000               | Poznań (Polonia)         | Medalla de bronce | K4 1000 m        |
| 2002               | Szeged (Hungría)         | Medalla de bronce | K4 1000 m        |